# 이길용 (언론인)
이길용(李吉用, 1899년 8월 15일 ~ ?)은 대한민국의 언론인이다. 호는 파하(波荷)이며 일제강점기 당시에 일장기 말소 사건 등을 통해 일본 제국의 통치에 저항하였다.

## 생애
이길용은 1899년 음력 8월 15일 대한제국 경상남도 창원부(현 창원시)에서 상업에 종사하던 아버지 이치상(李致相)과 어머니 이복순(李福順) 사이의 아들로 태어났다. 이후 아버지와 함께 부평군 동소정면 마분리 신촌(현 인천광역시 부평구 부개동 새말)으로 이주하였으며, 부내면 산곡리(현 부평구 산곡동와 우각리(동구 창영동)에 거주하기도 했다. 배재학당(배재고등학교 전신) 졸업 후 일본 도시샤(同志社) 대학으로 유학을 갔으나 집안 사정으로 중도 귀국했다. 1919년 남만주철도주식회사 경성관리국에 근무하며 철도수송업무를 맡아 보는 것을 이용하여 중국 상해 대한민국 임시정부에서 인쇄되어 온 반일격문을 수송하다가 일경에 피체되었다. 1920년 12월 21일 경성지방법원에서 소위 정치범죄처벌령 위반으로 징역 1년형을 선고받아 복역하였다.
이후 동아일보에 입사하여 언론인이 되었다. 1936년 손기정 선수가 마라톤에서 우승을 하자 손기정의 사진에 있는 일장기를 지워 종로경찰서에 연행되어 1개월여의 조사를 받고, 일제의 강제에 의하여 1936년 9월 25일 동아일보사에서 해직당하였다.
1950년 한국 전쟁 때 납북되어 그 후의 행적은 알 수 없다. 대한민국 정부로부터 1990년 건국훈장 애국장이 추서되었다. 한국체육기자연맹은 1989년부터 “이길용 체육기자상”을 제정하여 스포츠 취재 기자에게 수상하고 있다.